# Пахоле
Пахоле (пол. Pachole) — село в Польщі, у гміні Дубова Колода Парчівського повіту Люблінського воєводства. Населення — 155 осіб (2011).

## Історія
За даними етнографічної експедиції 1869—1870 років під керівництвом Павла Чубинського, у селі переважно проживали греко-католики, які розмовляли українською мовою.
У 1975—1998 роках село належало до Білопідляського воєводства.

## Демографія
Демографічна структура станом на 31 березня 2011 року:
|          | Загалом | Допрацездатний вік | Працездатний вік | Постпрацездатний вік |
| -------- | ------- | ------------------ | ---------------- | -------------------- |
| Чоловіки | 76      | 14                 | 53               | 9                    |
| Жінки    | 79      | 11                 | 44               | 24                   |
| Разом    | 155     | 25                 | 97               | 33                   |